# Ellen Carstensen Reenberg
Ellen Carla Marie Carstensen Reenberg (* 12. August 1899 in Kopenhagen; † 20. November 1985 in Brønshøj) war eine dänische Schauspielerin.

## Leben
Ellen Carstensen besuchte die Eleveschule des Königlichen Theaters Kopenhagen, wo sie ihre Schauspielausbildung absolvierte. Im Jahr 1918 hatte sie als Darstellerin am Aalborg-Theater ihr Bühnendebüt. Später war sie am Folketeatret und am Betty-Nansen-Theater langjähriges Ensemblemitglied. Eine Theater-Tournee führte sie in den 1930er-Jahren auch in die USA. Von 1935 bis 1968 stand sie in zwölf Spielfilmen vor der Kamera.
Ellen Carstensen war ab dem 18. Februar 1926 mit dem mehr als 20 Jahre älteren Schauspieler Holger Reenberg verheiratet. Aus der Ehe stammt der Sohn Jørgen Reenberg, welcher später auch den Schauspielberuf ergriff. Sie starb am 20. November 1985 im Alter von 86 Jahren in Brønshøj. Ihre Grabstätte befindet sich auf dem Frederiksberg-Kirkegard.

## Filmografie
- 1935: Det gyldne Smil
- 1940: En desertor
- 1944: Elly Petersen
- 1953: Vater hoch vier (8-teilige Filmreihe)
- 1956: Kong Renees satter
- 1958: Forellen
- 1958: Dr. Knock
- 1959: Pygmalion
- 1960: Ole Lukoje
- 1960: Paprika
- 1964: To generationer pa Scenen (Fernsehserie)
- 1968: Farvel Thomas